# Bernie Ecclestone
Bernard Charles "Bernie" Ecclestone, född 28 oktober 1930 i St Peter South Elmham i Suffolk, är en brittisk före detta racerförare. Ecclestone fortsatte sin karriär inom Formel 1, bland annat som stallägare. Senare var han en av delägarna och chef över av de kommersiella rättigheterna i Formel 1, tills de såldes till Liberty Media 2017.
Den amerikanska ekonomitidskriften Forbes rankade Ecclestone till att vara världens 805:e rikaste med en förmögenhet på 3,3 miljarder amerikanska dollar för den 18 oktober 2020.

## Biografi
Ecclestone körde som formel 1-förare två kvalificeringar, Monacos Grand Prix 1958 och Storbritanniens Grand Prix 1958, men han misslyckades i båda. 
Ecclestone valde då att sluta och blev istället manager åt Stuart Lewis-Evans. Den unge Lewis-Evans omkom efter att ha kraschat sin Vanwall i Marocko samma säsong. Det tog hårt på Ecclestone som höll sig undan sporten under några år. Sedan blev han dock manager åt österrikaren Jochen Rindt under några år under dennes tid i Cooper och Lotus. Rindt omkom dock i en krasch men blev trots det världsmästare efter sin död 1970.
Ecclestone hade skaffat sig ordentliga kontakter inom F1 och köpte Brabham 1972 och var som ägare involverad i stallets snabba väg till toppen, som kulminerade med två förartitlar av Nelson Piquet 1981 och 1983. Ecclestone fick även stjärnor som Niki Lauda, Carlos Pace, Carlos Reutemann, John Watson och Elio de Angelis att köra för Brabham. 1986 omkom de Angelis under en testkörning och hela Brabham föll sönder runt Ecclestone. Efter det sålde han stallet som sedan gick i konkurs 1992.
Ecclestone skaffade istället sig en mycket viktig roll i konflikten mellan FIA och FOCA under det tidiga 1980-talet som företrädare för de brittiska F1-stallen i FOCA som till slut besegrade FIA och Ecclestone och hans vän Max Mosley (ägare av March) fick ledande roller. Ecclestone drog in mycket pengar och fick kontroll över F1-racekalendern. 1999 sålde han 75 procent av rättigheterna till Kirsch Gruppe, vilka sedan dock gick i konkurs. Ecclestone kom tillbaka och lyckades efter ett stort politiskt spel vinna tillbaka rättigheterna.
2003 utsågs Ecclestone av tidningen F1 Racing till F1:s viktigaste person någonsin med motiveringen "Utan Bernie kanske du inte hade läst den här tidningen överhuvudtaget".
På senare år har han gått till hårt angrepp mot Youtube och Google, som han hävdar bryter mot marknadslagar genom att ha formel 1-länkar på sin sajt. Ecclestone har hotat att stämma företaget.
I juli 2009 hamnade Ecclestone i blåsväder sedan han uttalat sig positivt om den tidigare tyska nazistledaren Adolf Hitler.
Den 7 januari 2010 offentliggjordes det att Ecclestone tillsammans med investmentbolaget Genii Capital hade lagt ett bud på biltillverkaren Saab Automobile  Drygt tre veckor senare, den 25 januari, meddelade Genii Capital och Ecclestone att man drar sig ur budgivningen. Dagen efter såldes Saab Automobile till nederländska Spyker Cars.
I januari 2017 såldes Formel 1-gruppen till Liberty Media från USA och Bernie Ecclestone fick sparken från posten som VD och fick titeln som hedersordförande. Han ersattes som VD av Chase Carey.

## Kontroverser
I juli 2009 hamnade Ecclestone i blåsväder sedan han uttalat sig positivt om den tidigare tyska nazistledaren Adolf Hitler.
I februari 2022 lade han skulden för Rysslands invasion av Ukraina på Nato och försvarsorganisationens samarbete med Ukraina. Ecclestone har tidigare beskrivit Rysslands president Vladimir Putin som en rättfram och hederlig man som han respekterar.
Bernie Ecclestone har även uttalat sig sexistiskt vid upprepade tillfällen, exempelvis att kvinnor inte har en plats inom sporten Formel 1. Vidare har även den tidigare Formel 1 presidenten nämnt att kvinnor inte bör ha någon relation med Formel 1 bilar, utan istället endast bör hantera hushållsmaskiner och köksartiklar.
Ecclestone påstår även att kvinnliga förare inte hade tagits seriöst om de tävlade i sporten och att kvinnor aldrig kommer briljera i sporten, och om det sker så är det ett mirakel.